# Nectria freycinetiae
Nectria freycinetiae är en svampart som beskrevs av Samuels 1976. Nectria freycinetiae ingår i släktet Nectria och familjen Nectriaceae.   Inga underarter finns listade i Catalogue of Life.